# Wälder bei Blomberg
Das Naturschutzgebiet Wälder bei Blomberg befindet sich im Kreis Lippe und hat eine Fläche von insgesamt rund 1.168 Hektar. Das Gebiet wird mit den beiden Nummern LIP-054 (Größenangabe 552,5569 Hektar) und LIP-064 (Größenangabe 605,4911 Hektar) geführt und erstreckt sich über Teile der Städte Blomberg, Barntrup, Lügde und Schieder-Schwalenberg.
Es wurde insbesondere zum großflächigen Schutz von Hainsimsen-Buchenwald, Waldmeister-Buchenwald, Erlen-Eschen-Weichholzauenwald und des Rotmilans sowie des Mittelspechts und des Schwarzspechts ausgewiesen. 